# باول مارك روسو
باول مارك روسو هو منتج أسطوانات كندي، ولد في 17 مارس 1989.

## وصلات خارجية
- باول مارك روسو على موقع ميوزك برينز (الإنجليزية)
- باول مارك روسو على موقع ديسكوغز (الإنجليزية)